# زيرون فلوريدي
زيرون فلوريدي (الاسم العلمي:Xyris floridana) هو نوع من النباتات يتبع جنس الزيرون من الفصيلة الزيرونية. سمي هذا النوع نسبةً إلى ولاية فلوريدا في الولايات المتحدة الأمريكية.